# Kloster Suceava
Das Kloster Sfântul Ioan cel Nou (heiliger Johannes, der neue (Märtyrer)) befindet sich in Suceava in Rumänien. Die Klosterkirche Sf. Gheorghe („Heiliger Georg“) wurde 1993 zusammen mit anderen Kirchen in der Moldau in die Liste des UNESCO-Weltkulturerbes aufgenommen.

## Geschichte
Das Kloster wurde von Fürst Bogdan III. cel Orb, dem Sohn Stefan des Großen, 1514 gestiftet und 1522 unter Fürst Ștefăniță Voda fertiggestellt.
Die Innen- und Außenmalereien wurden im Auftrag des Fürsten Petru Rareș (1532–1534) durchgeführt.
Das Kloster ist nach dem Heiligen Johannes Trapezunt benannt, der im Jahr 1303 in Cetatea Albă den Märtyrertod starb. Dessen Gebeine wurden im Jahr 1402 vom Fürsten Alexander dem Guten nach Suceava gebracht. Die Gebeine befinden sich in einem silbernen Sarg, der sich unter einem im Jahr 1783 erbauten Baldachin befindet.

## Bildergalerie

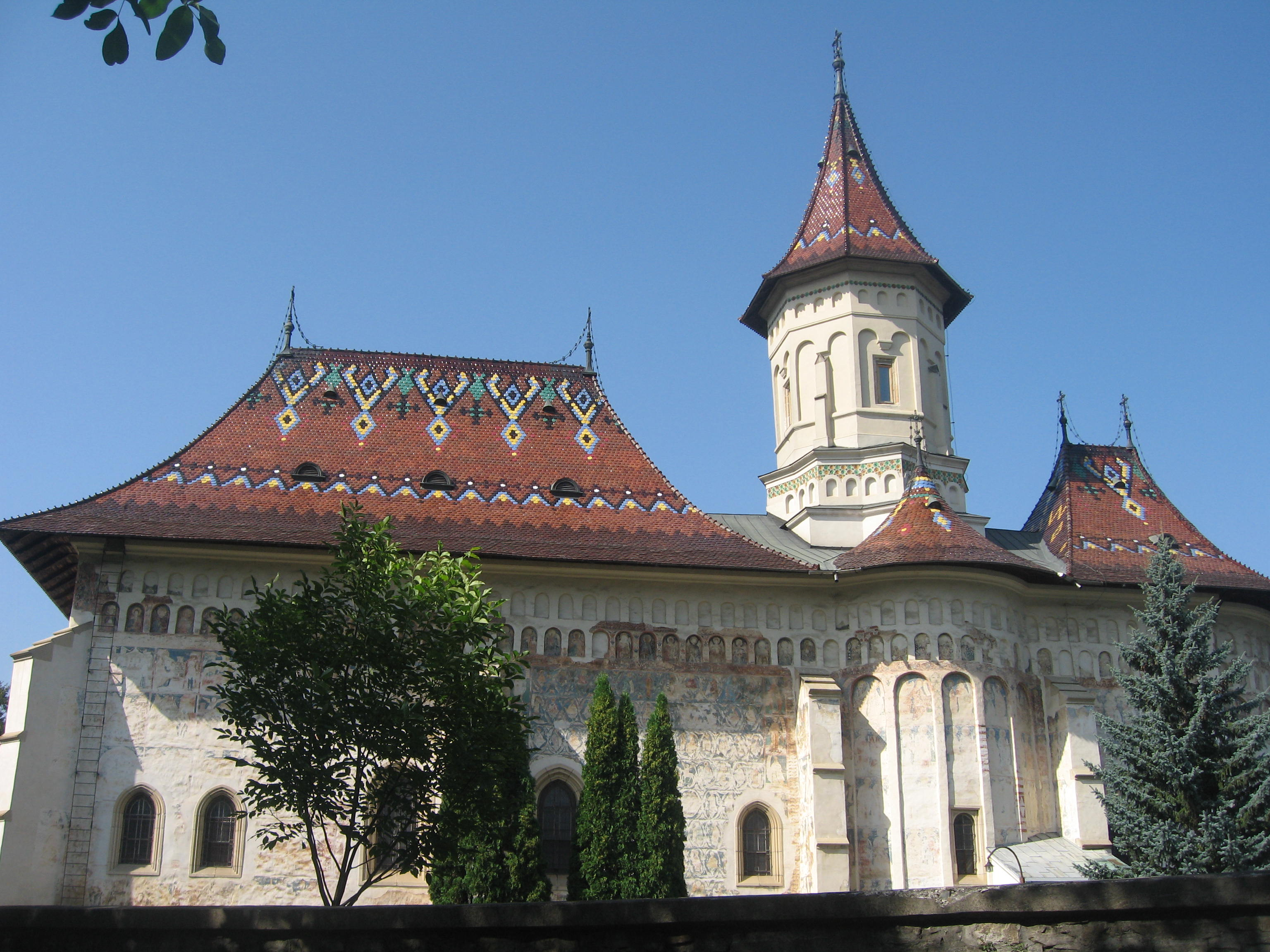
Seitenansicht
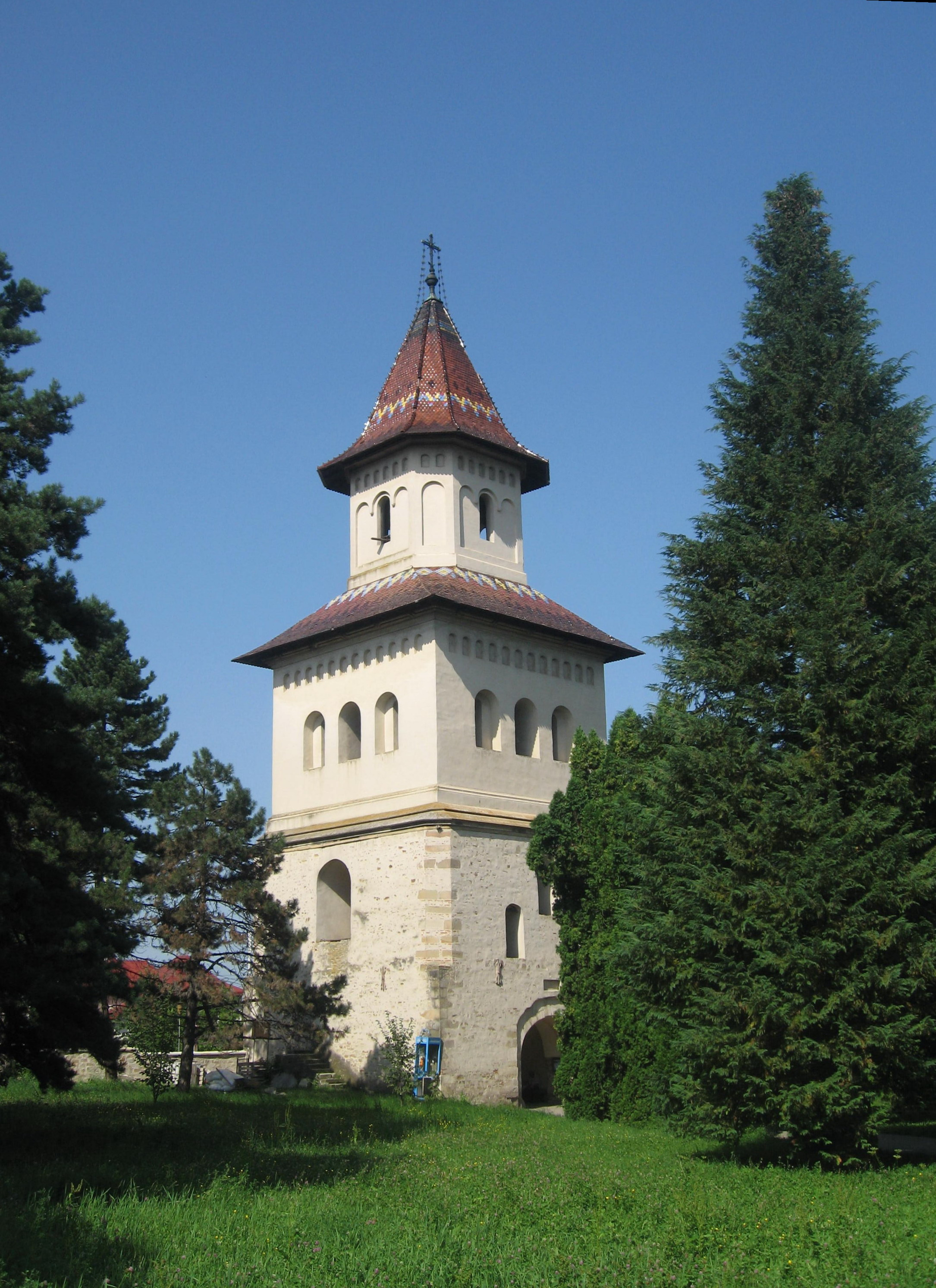
Turmansicht
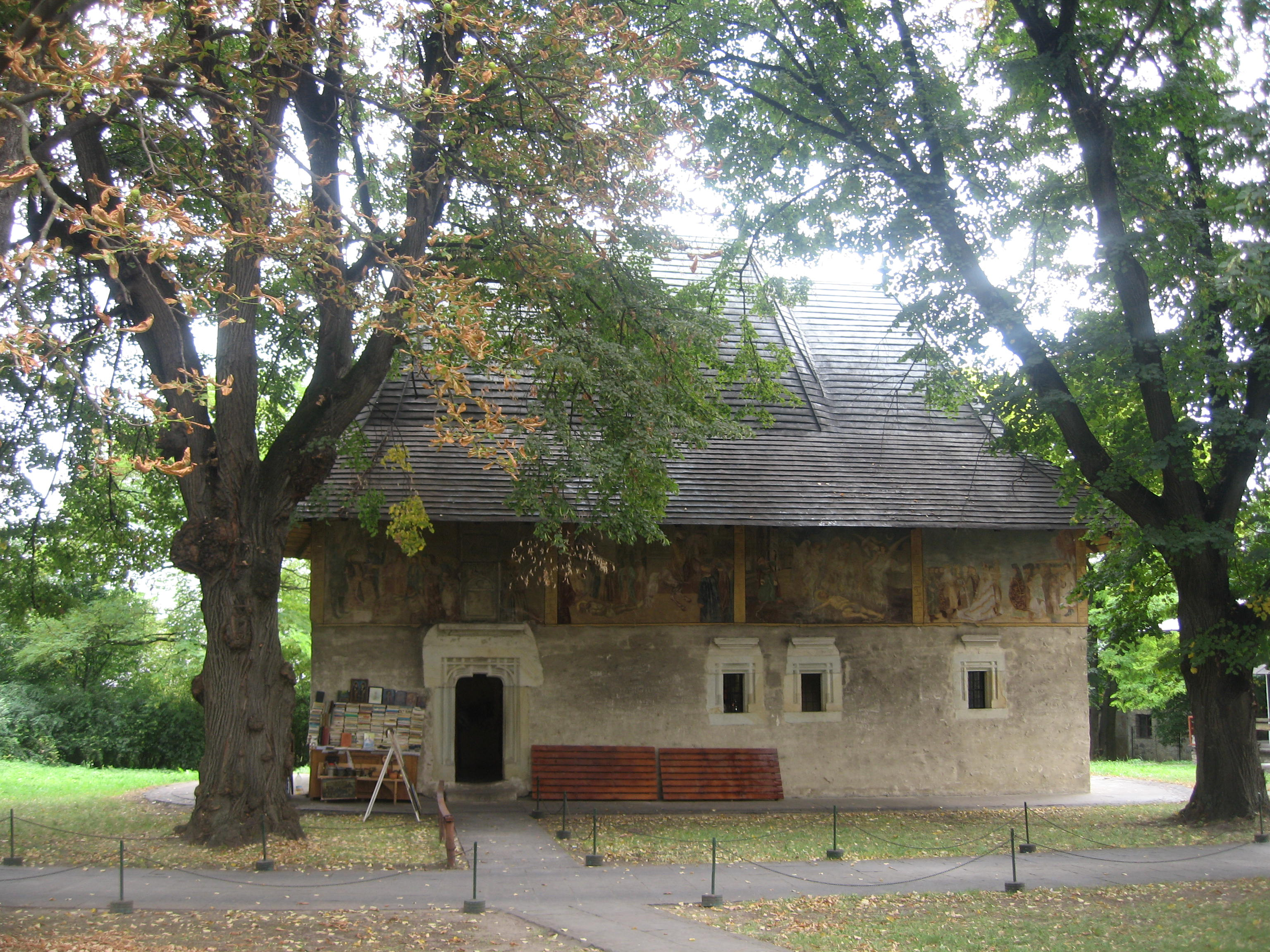
Gartenansicht